# 阿科兰河畔蒂耶勒
阿科蘭河畔蒂耶勒（法語：Thiel-sur-Acolin，法語發音：[tjɛl syʁ akɔlɛ̃]）是法国阿列省的一个市镇，位于该省东部偏北，属于穆兰区。

## 地理
阿科兰河畔蒂耶勒（46°31'24"N, 3°34'54"E）面积57.71 平方千米，位于法国奥弗涅-罗讷-阿尔卑斯大区阿列省，该省份为法国中部省份，北起涅夫勒省、西北接谢尔省，西南至克勒兹省，南至多姆山省，东南临卢瓦尔省，东临索恩-卢瓦尔省。
与阿科兰河畔蒂耶勒接壤的市镇（或旧市镇、城区）包括：博隆、沙波、舍瓦涅、贝布尔河畔栋皮埃尔、吕西尼、蒙伯尼、贝布尔河畔圣普尔桑、沃马。

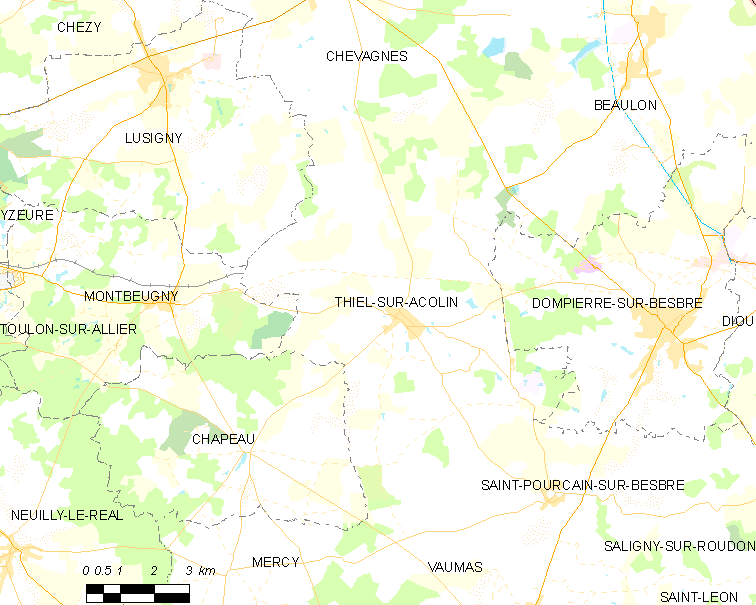
阿科兰河畔蒂耶勒的OSM定位图

阿科兰河畔蒂耶勒的时区为UTC+01:00、UTC+02:00（夏令时）。

## 行政
阿科兰河畔蒂耶勒的邮政编码为03230，INSEE市镇编码为03283。

## 政治
阿科兰河畔蒂耶勒所属的省级选区为贝布尔河畔栋皮埃尔县。

## 人口

1962-2008年间阿科兰河畔蒂耶勒人口变化图示

阿科兰河畔蒂耶勒于2022年1月1日时的人口数量为1036人。